# Moving Gelatine Plates
Moving Gelatine Plates est un groupe de rock progressif français, originaire de Sartrouville, dans les Yvelines. Il est formé en 1968 par le bassiste Didier Thibault et le guitariste Gérard Bertram, et séparé en 1972. Fortement influencé par le jazz, leur style musical est proche de groupes anglais comme Soft Machine et peut même être considérée comme faisant partie de la scène de Canterbury.

## Biographie
Didier Thibault et Gérard Bertram se connaissent depuis l'âge de 14 ans. Ils forment Moving Gelatine Plates avec le batteur Gérard Pons et le multi-instrumentiste Maurice Hemlinger comme groupe de rock 'n' roll. D'après Didier Thibault, le nom du groupe provient d'un roman de John Steinbeck, Travels with Charley: In Search of America.
Leur premier album, éponyme, paraît en 1971 sur CBS Records. La même formation produit ensuite l'album The World of Genius Hans en 1972, toujours sur CBS. Mais le succès commercial est minime et les problèmes financiers obligent bientôt le groupe à se séparer.
En 1980, Didier Thibault remonte un groupe éphémère avec Jean-Jacques Hertz (guitare), Marc Profichet (batterie), Jean Rubert (saxophone) et Dominique Godin (claviers). Cette formation enregistrera un album intitulé Moving, sur le label AMO.
Après une très longue éclipse, Moving Gelatine Plates renaît en 2006 avec la parution de Removing. Toujours mené par Didier Thibault (basse, chant), seul membre du début, le groupe comprend alors Maxime Goetz (guitares), Éric Hervé (batterie), Stéphane Lemaire (claviers), Jean Rubert (saxophones, flûtes), Julien Taupin (violon, trompette) et Anton Yakovleff (violoncelle, contrebasse).

## Discographie
- 1971 : Moving Gelatine Plates (réédition chez Musea)
- 1971 : The World of Genius Hans (réédition chez Musea)
- 1980 : Moving
- 2006 : ReMoving (Musea)

## Filmographie
- 2015 : Romantic Warriors III: Canterbury Tales (DVD)